# 聖彌額爾和聖喬治主教座堂 (奧爾德肖特)
聖彌額爾和聖喬治主教座堂（英語：Cathedral Church of St Michael and St George）是天主教大不列顛軍隊主教區的一座羅馬天主教主教座堂。這座教堂位於英格蘭奧爾德肖特女王大道。教堂建築最初計劃作為聖公會在英國陸軍的教堂。但自1973年開始，這座教堂作為天主教大不列顛軍隊主教區的主教座堂使用。

## 歷史

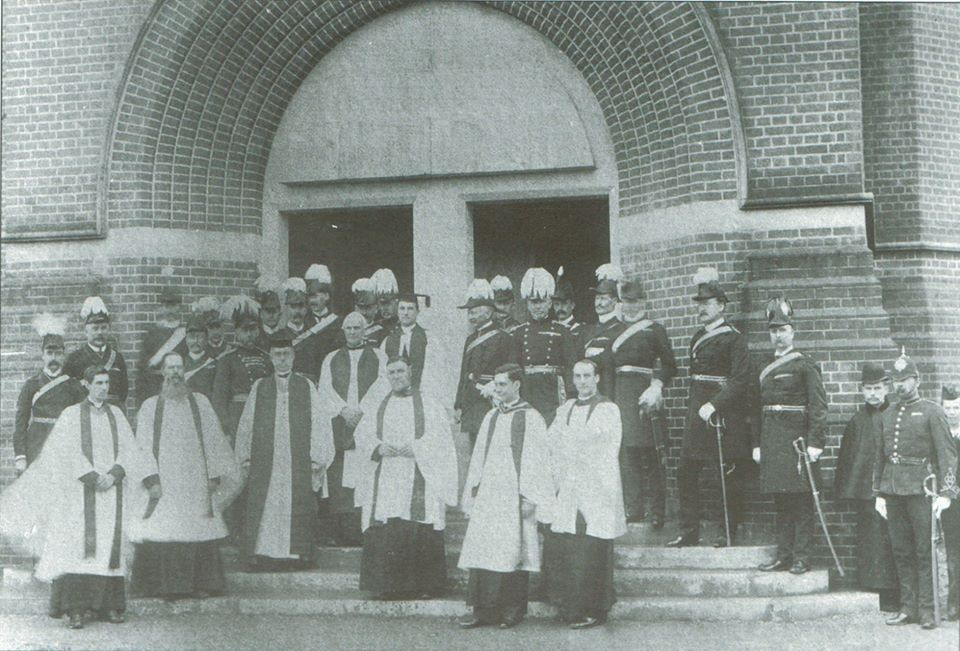
聖喬治駐軍教堂的神職人員和官員（1893年）

這座教堂設局於1892年，外觀是早期英格蘭哥德復興式風格，設計者是英國陸軍部的因格斯·貝爾（Ingers Bell）和阿斯頓·韋伯 ，奉獻給聖喬治。
由於這座教堂最初計劃作為聖公會的駐英國陸軍教堂使用，維多利亞女王在1892年6月27日奠定了教堂的基石。女王在儀式中使用的鏝刀和槌子現在在教堂的西門廊展示。
聖喬治教堂在1893年10月7日由温彻斯特主教安東尼·索羅爾德奉獻，維多利亞女王和其他英國王室成員亦有出席。
同一時期，天主教徒在聖米迦勒和聖塞巴斯蒂安教堂禮拜。這一教堂修建於1855年，位於路易斯·瑪格麗特醫院的對面。這座教堂是一個大型木結構建築，內部裝飾有眾多花窗玻璃。
1970年代初期，由於英格蘭教會在這一地區有兩座未充分使用的教堂，因此聖公會不再要求使用聖喬治教堂。同時因天主教徒士兵的增加，自1973年開始，聖喬治改為羅馬天主教的教堂，並奉獻給聖米迦勒和聖喬治。
聖米迦勒和聖塞巴斯蒂安教堂則不再作為天主教的禮拜場所，改作軍用商店使用。1893年，該建築被燒毀

## 建築和內裝

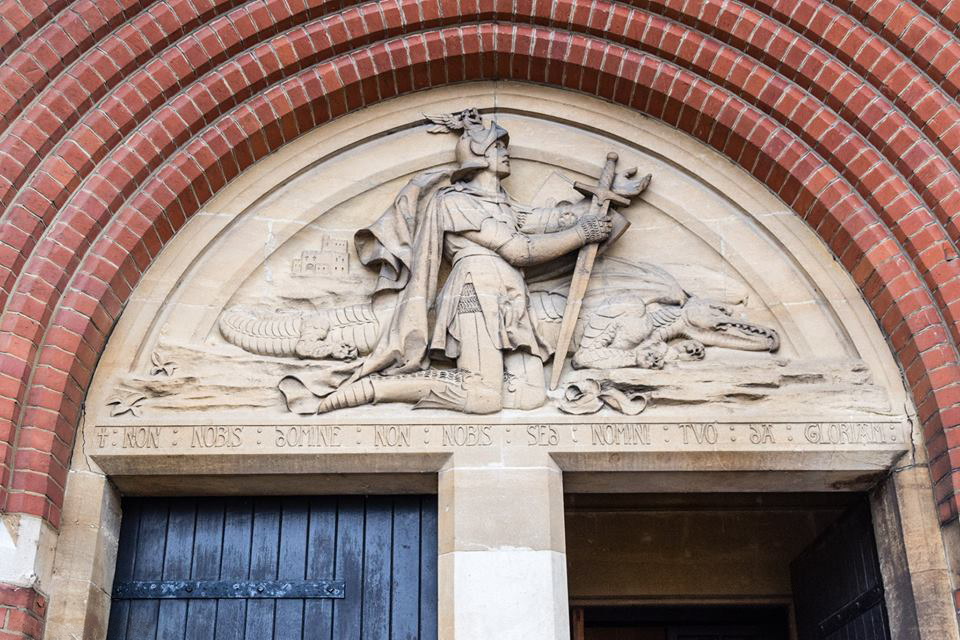
正門上的裝飾

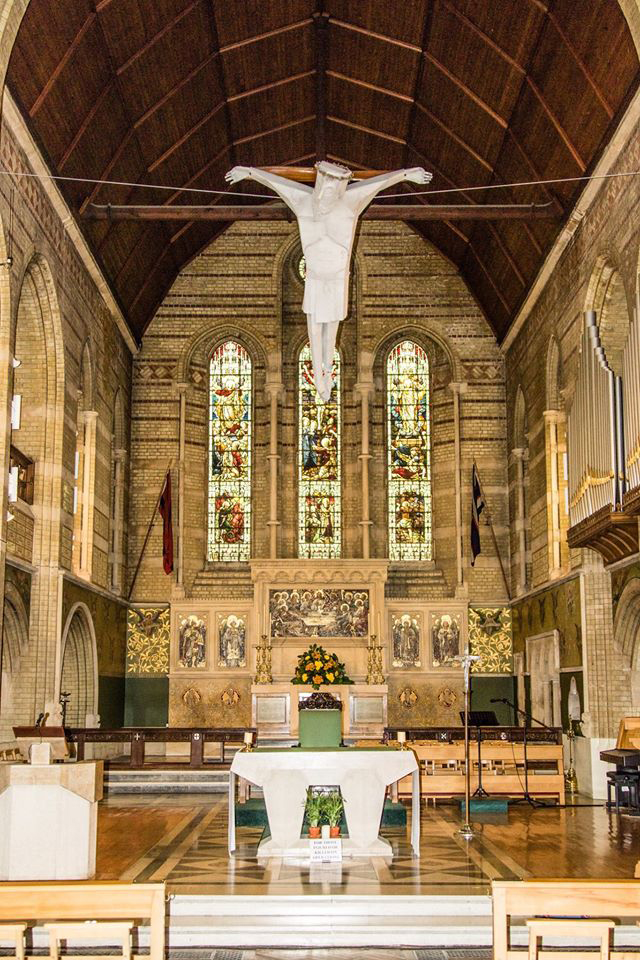
聖壇

教堂的南走道上有一系列紅色大理石紀念鑲嵌在波特蘭石裝飾的紅大理石板，紀念1892年至1920年之間犧牲的英國陸軍服務團成員。教堂擁有眾多精美的花窗玻璃，描述聖經故事，由希頓、巴特勒和貝恩製作。

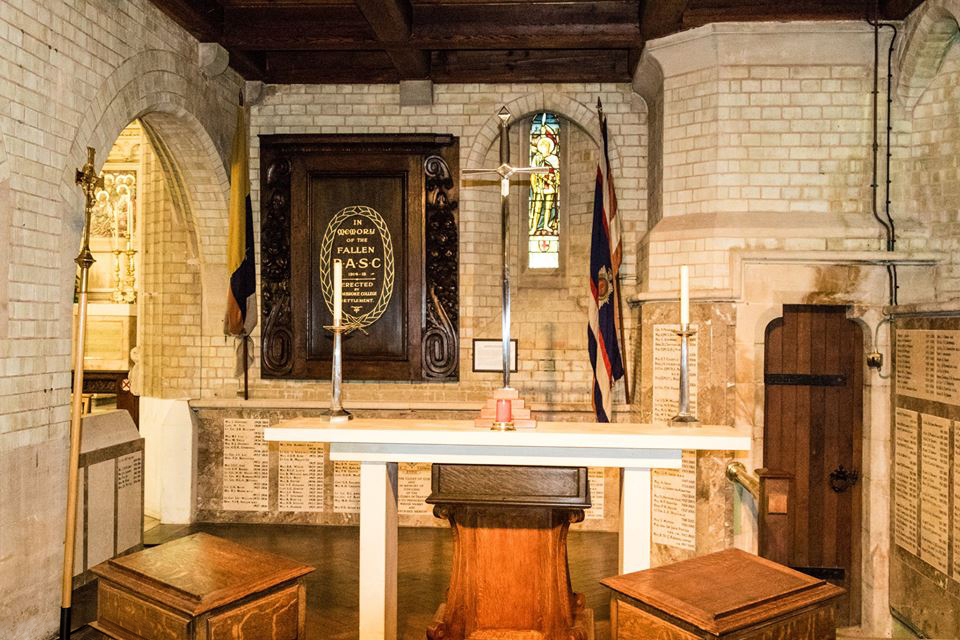
奉獻給英國陸軍服務團的禮拜堂

教堂的主管風琴製作安裝於1908年，耗資950英鎊。雖然經過全面翻新，但因使用了石棉，現在這一管風琴並未使用。
2015年，一座材料來自1930年代之後的23架飛機零件的耶穌聖像在教堂受到祝福和奉獻。這座雕像由約克郡鐵匠克里斯·勞（Chris Raw）製作。
因其特殊建築和歷史價值，聖彌額爾和聖喬治主教座堂在1979年被列入II級登錄建築。

## 外部連結
- Bishopric of the Forces site （页面存档备份，存于）